# Dietmar Pohl (Fußballspieler)
Dietmar Pohl (* 29. Juni 1943 in Wilkau-Haßlau) war Fußballspieler in der DDR-Oberliga, in der er für den SC Wismut Karl-Marx-Stadt bzw. die BSG Wismut Aue spielte.

## Sportliche Laufbahn
Der Abwehrspieler begann seine Laufbahn bei der heimatlichen BSG Wismut Wilkau-Haßlau. 1962 wechselte er nach Aue zum dort ansässigen Oberligisten SC Wismut Karl-Marx-Stadt. Sein erstes Oberliga-Spiel bestritt er am 30. September 1962 in Leipzig gegen den SC Lokomotive Leipzig (0:1). Von 1962 bis 1975 bestritt Pohl 267 Oberliga-Spiele und erzielte dabei 15 Tore. Der Verteidiger überzeugte vor allem durch sein gutes Stellungsspiel und seine Kopfballstärke, aber auch als eiskalter Strafstoßschütze. Mit sechs Eigentoren ist er allerdings auch der Fußballspieler mit den meisten Eigentoren in der DDR-Oberliga.
Dietmar Pohl brachte es zwischen November 1964 und Oktober 1970 zu 157 Oberliga-Spielen in ununterbrochener Folge. Diese Serie wurde nur deshalb unterbrochen, weil er sich am 6. November 1970 in Sofia in einem Freundschaftsspiel der BSG Wismut gegen die Nationalmannschaft Bulgariens einen Schien- und Wadenbeinbruch zuzog.
Das letzte Oberliga-Spiel bestritt Dietmar Pohl am 3. Mai 1975 zu Hause gegen den FC Carl Zeiss Jena (0:1). Vor dem Spiel war er gemeinsam mit Konrad Schaller und Lothar Schmiedel zum Armee-Reservistendienst verabschiedet worden. Da er sich jedoch kurz vor Schluss des Spieles schwer verletzte, konnte er den „Ehrendienst“ nicht antreten. Aufgrund der Schwere seiner Verletzung beendete er einige Zeit später seine Laufbahn als aktiver Fußballspieler.
Nach Beendigung seiner Spieler-Karriere wurde Pohl Trainer. In der Saison 1976/77 führte er die BSG Wismut Gera in die Oberliga. Nach dem sofortigen Abstieg seiner Mannschaft trainierte er anschließend für zwei Jahre die DDR-Ligamannschaft der BSG Fortschritt Weida und von 1979 bis 1982 den DDR-Ligisten BSG Motor Werdau. In der Saison 1988/89 war er für ein Jahr Assistenztrainer von Udo Schmuck beim Oberligaaufsteiger BSG Sachsenring Zwickau. Später war Dietmar Pohl auch für kurze Zeit verantwortlicher Trainer in Zwickau.
Zu Auswahlehren für die DDR kam Dietmar Pohl als BSG-Spieler nur in einem B-Länderspiel und in vier Nachwuchs-Länderspielen.